# Niels Arent
Tjenestekarlen Niels Larsen Pedersen, også kendt som Niels Arent (29. juni 1804 i Tullebølle - 1834 i Skrøbelev), var den sidste, som blev henrettet på Langeland.
Niels Arent blev som barn sat i pleje hos Arent Olsen, indsidder i Skebjerg. Niels Arent tjente på Bjerrebygaard, men besvangrede Dorthe Helene Larsdatter  -tjennestepige fra Eskebækgaard. Parret blev gift i oktober 1833 og fik bopæl på Eskebækgaard, men samtidig stod Niels Arent i forhold til Ellen Kirstine Jørgensdatter en anden af gårdens piger, og da hun skulle have et barn aftalte de at tage livet af hans kone. De forsøgte først at forgive hende med nogle forgiftede pandekager, men forsøget mislykkedes, fordi konen fik mistanke og først prøvede at lade katten spise én af dem, og da den døde, ville hun selvfølgelig ikke selv røre ved dem. 
Derefter forsøgte Niels Arent, Nytårsmorgen 1834 at skyde konen, men skød hende låret.
Niels Arent kom for retten ved Langelands Birk 26. marts 1834 og dømt til "at miste sin hals og hans legeme lægges for stejle og hjul". Han blev i april samme år halshugget på Skrøbelev Hede lige ved Skrøbelev Gods.
Niels Arent blev begravet på Skrøbelev Kirkegårds ringeagtede sydvestlige hjørne. Det siges, at han ikke fik ro i sin grav. Han blev siden set af mange, når han om natten uden hoved vandrede rundt omkring på kirkegården.